# بييتر ستروجار
بييتر ستروجار (بالصربية: Петар Стругар)‏ هو ممثل صربي، ولد في 25 فبراير 1988 بستنيي في الجبل الأسود.

## وصلات خارجية
- بييتر ستروجار على موقع IMDb (الإنجليزية)
- بييتر ستروجار على موقع قاعدة بيانات الفيلم (الإنجليزية)